# روابط ایالات متحده آمریکا و لسوتو
روابط ایالات متحده آمریکا و لسوتو به روابط دو جانبه میان ایالات متحده آمریکا  و لسوتو اشاره دارد.

## روابط تاریخی
ایالات متحده آمریکا یکی از نخستین چهار کشوری بود که پس از استقلال لسوتو از بریتانیا در سال ۱۹۶۶، اقدام به تأسیس سفارت در ماسرو کرد. از آن زمان تاکنون، روابط دوجانبه میان لسوتو و ایالات متحده همواره مثبت و سازنده بوده است.
در سال ۱۹۹۶، ایالات متحده برنامه کمک‌های دوجانبه خود را در لسوتو به پایان رساند. دفتر منطقه‌ای نمایندگی ایالات متحده آمریکا برای انکشاف بین‌المللی (USAID) در گابورون، پایتخت بوتسوانا، در حال حاضر مدیریت بخش عمده‌ای از کمک‌های آمریکا به لسوتو را بر عهده دارد که در سال مالی ۲۰۱۶ مجموع آن حدود ۵۴ میلیون دلار بود. مجموع کمک‌های ایالات متحده به لسوتو، شامل کمک‌های انسان‌دوستانه غذایی، بیش از ۷۳ میلیون دلار بوده است.
سپاه صلح ایالات متحده از سال ۱۹۶۷ در لسوتو فعالیت داشته است. حدود ۱۰۰ داوطلب سپاه صلح در زمینه‌های کشاورزی، بهداشت و آموزش و پرورش مشغول به فعالیت هستند.
دولت لسوتو از مشارکت بیشتر آمریکا در فعالیت‌های تجاری کشور استقبال کرده و از سرمایه‌گذاران و تأمین‌کنندگان آمریکایی برای حضور در بازار این کشور دعوت می‌کند.

## روابط اقتصادی
در ژوئیهٔ ۲۰۰۷، دولت لسوتو با شرکت چالش هزاره (Millennium Challenge Corporation) توافق‌نامه‌ای به ارزش ۳۶۲٫۵ میلیون دلار امضا کرد. این کمک مالی با هدف توسعهٔ بخش آب، زیرساخت‌های بهداشت و درمان و توانمندسازی بخش خصوصی در لسوتو اختصاص یافت. این توافق‌نامه در سپتامبر ۲۰۱۳ پایان یافت و انتظار می‌رفت حدود یک میلیون نفر از سرمایه‌گذاری‌های آن بهره‌مند شوند.
در سال ۲۰۲۵ و هم‌زمان با تعرفه‌ها در دور دوم ریاست جمهوری ترامپ، لسوتو با تعرفه‌ای معادل ۵۰٪ مواجه شد که بالاترین نرخ در میان تمامی کشورها بود. عمدهٔ صادرات لسوتو به ایالات متحده در قالب پوشاک، به‌ویژه پارچه‌های مورد استفاده در تولید شلوار جین صورت می‌گیرد و برندهایی مانند لیوایز از جمله واردکنندگان این محصولات هستند.

## روابط سیاسی
در سال ۲۰۲۵، دونالد ترامپ در جریان سخنرانی خود در کنگره، با بیان این‌که لسوتو «کشوری است که هیچ‌کس نامش را نشنیده»، پایان برنامهٔ کمک خارجی آمریکا به این کشور را اعلام کرد. این اظهارات با واکنش تند لجون امپوتجوانه، وزیر امور خارجه لسوتو، روبرو شد. او ضمن محکوم کردن این سخنان، اعلام کرد که ایلان ماسک، از نزدیکان ترامپ، در لسوتو منافع اقتصادی دارد.
امپوتجوانه در واکنش به این سخنان اظهار داشت که «شوکه شده است» از این‌که رئیس یک کشور، چنین برخوردی با کشوری دارای حاکمیت مستقل داشته باشد، در حالی که پیش از این «روابطی گرم و دوستانه» میان دو کشور برقرار بوده است.

### مقام‌های ارشد ایالات متحده در لسوتو
قائم‌مقام رئیس هیات / کاردار موقت: کیشا تامس بوتالب